# لوزانه
لوزانه (به صربی: Lozane) یک منطقهٔ مسکونی در صربستان است که در بوینیک واقع شده‌است. لوزانه ۴۹ نفر جمعیت دارد.